# David Nash (artiste)
Pour les articles homonymes, voir David Nash.
 (décembre 2010).
David Nash, né le 14 novembre 1945 à Esher en Angleterre, est un sculpteur et pastelliste anglais. Il exerce sa sculpture à Blaenau Ffestiniog, ville minière du nord du pays de Galles. 
C'est un artiste qui a pour particularité de travailler surtout avec le bois, les arbres et l'environnement naturel. Il est considéré comme un de ceux qui ont réussi à sublimer la nature, à se l'approprier et à lui donner du sens.

## Biographie
David Nash a grandi en Angleterre dans le Surrey, il a toujours été attiré par le bois et depuis son enfance avait déjà une aversion pour les arbres plantés en rang. Il a commencé l'un de ses plus grands travaux en replantant une parcelle de travaux que son père possédait.
Il poursuit ses études à Kingston et intègre en 1966 la prestigieuse Chelsea School of Art. Après avoir terminé son cursus en 1967, il décide de s'éloigner du milieu urbain et s'installe au pays de Galles à Blaneau Ffestiniog. D'abord motivé par un souci économique, ce déplacement vers la campagne bouleverse son art et sa façon d'appréhender la nature.

## Création artistique
Pour Nash, l'art et la nature sont indissociables. Il dit aussi qu'il est préférable de collaborer avec la nature au lieu de chercher à la dominer. Son matériau de prédilection est le bois pour ne pas dire la forêt. D'ailleurs son œuvre la plus connue est le Ash Dome, créé dans les années 1970.
Nash la décrit ainsi : « Ash Dome a été conçu au milieu des années 1970 comme un acte de foi dans le futur, comme une sculpture pour le XXIe siècle. Une maxime bouddhique dit qu’il est préférable de collaborer avec la nature que de chercher à la dominer [...] Les haies me paraissent un bon exemple. En les étudiant, je me suis aperçu qu’elles étaient les plus malléables à la déformation et facile à éloigner de leurs propres racines. Vingt-deux jeunes frênes ont été plantés sur le périmètre d’un cercle de neuf mètres de diamètre sur un terrain plat de la vallée de Flestiniog, dans le nord du pays de Galles, dans le but de créer une coupole végétale. À présent je dirige la croissance des arbres à la manière des anciens potiers chinois qui, l’esprit concentré sur le volume de vide invisible à l’intérieur du vase, modelait l’argile autour de la forme de cet espace. Le fait que la marine britannique ait planté des chênes au XIXe siècle pour pouvoir construire une nouvelle flotte à la fin du XXe siècle m’a été aussi source d’inspiration. Mais les chèvres ont dévoré le premier anneau d’arbres et j’ai dû en planter un deuxième. Cette fois, je l’ai protégé par une palissade aussi contre les lapins qui voulaient grignoter l’écorce. J’ai également planté des bouleaux pour qu’ils abritent les frênes du vent et contribuent à stimuler leur croissance ».
Pour créer, Nash tient compte des spécificités de chaque type d'arbre ainsi que la méthode de travail qui leur convient. Il se soucie de l'arbre comme d'un être vivant. Il essaie de comprendre comment il grandit et comment l'action de l'homme peut intervenir pour l'orienter et lui donner la forme souhaitée.
Nash utilise des techniques traditionnelle et rejette tous matériaux modernes, ce qui apparente son art au Land art.
David Nash aborde le bois de deux façons :
- dans les sculptures de bois mort telles que Noon column  à Cobourg, Chared Cross Egg et Large Sphère en Allemagne ;
- dans les travaux vivants telle que le Ash Dome présenté plus haut.

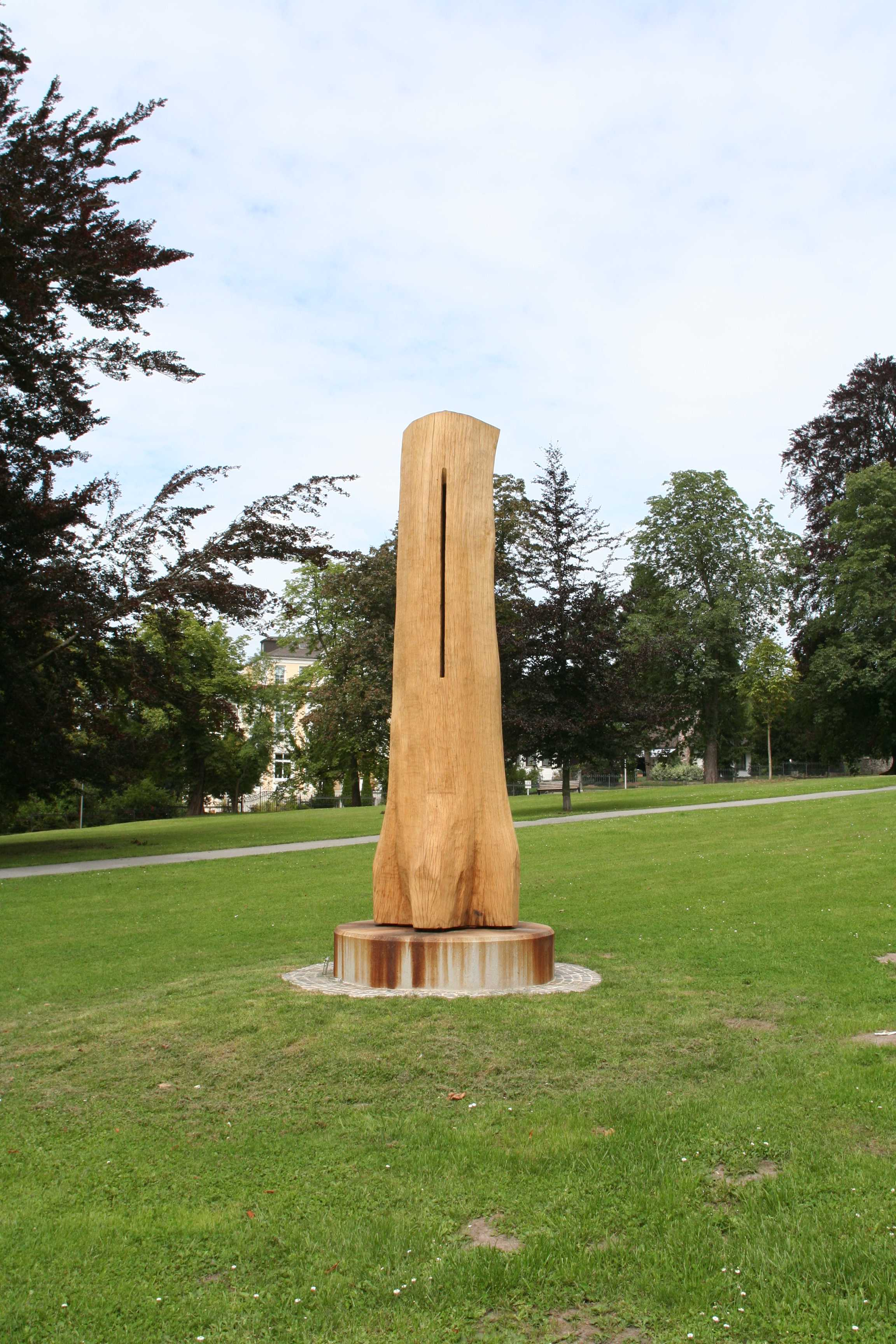
Noon Column à Cobourg
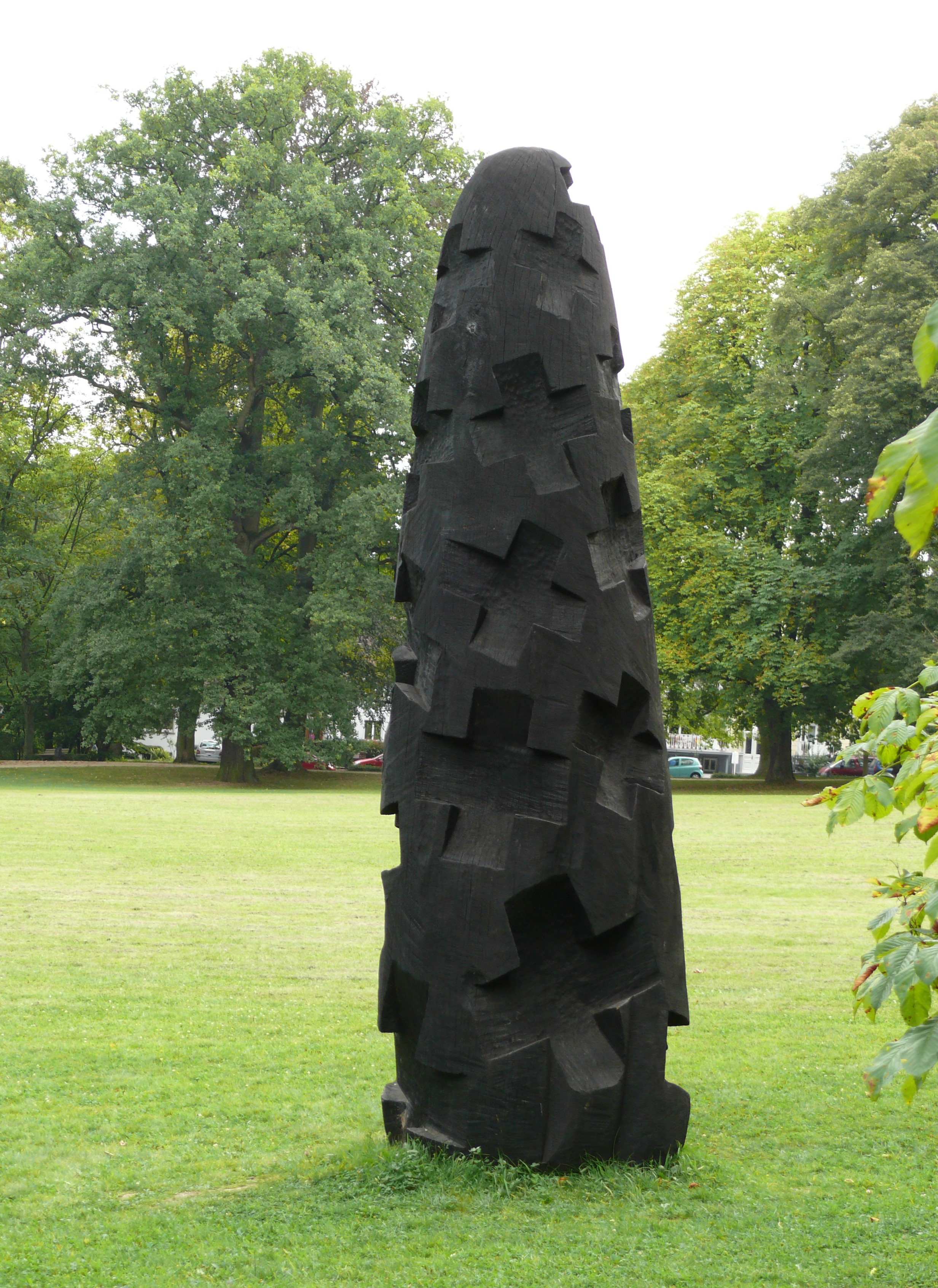
Charred Cross Egg à Bad Homburg vor der Höhe, Hesse, Allemagne.
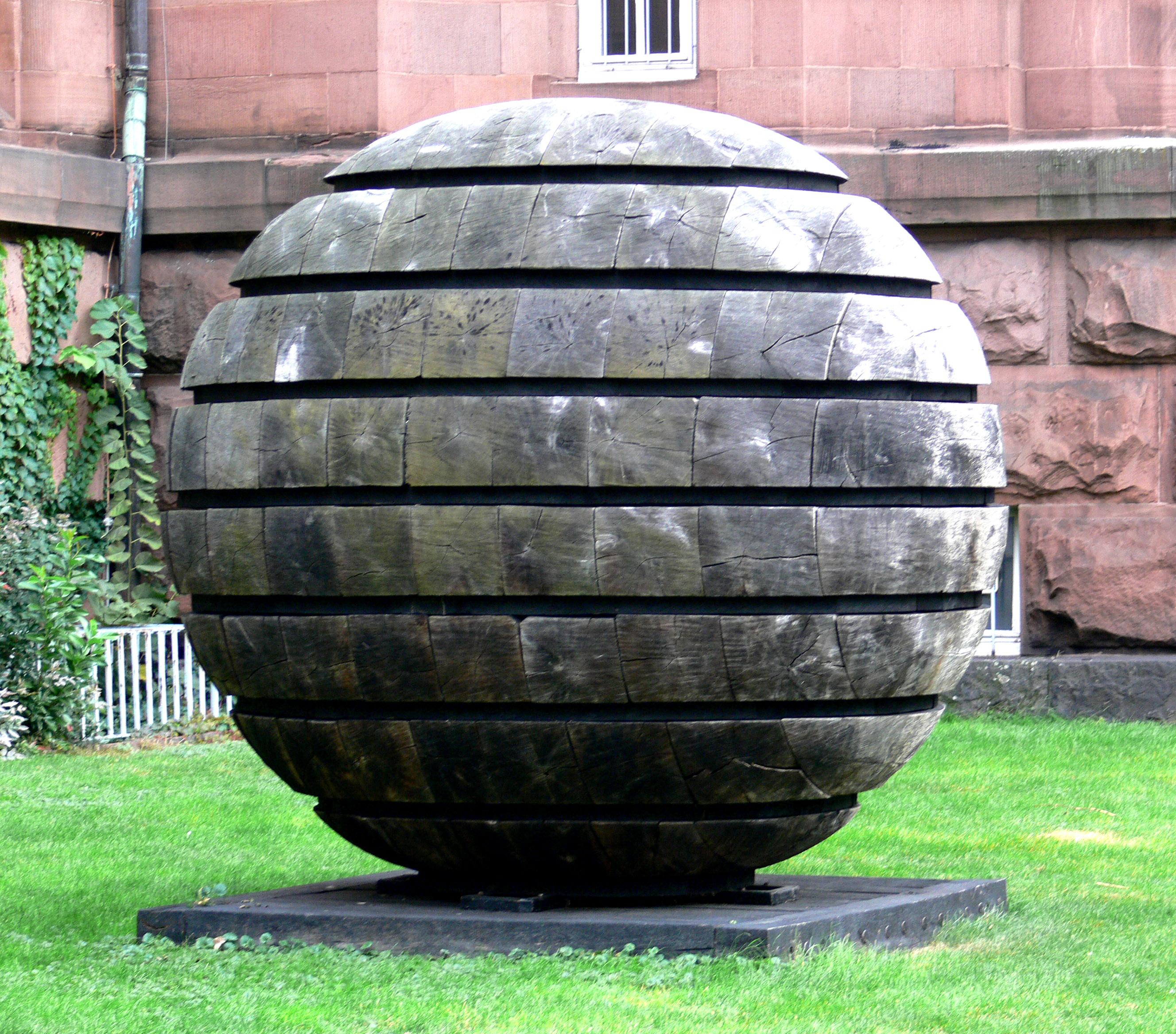
Large Sphere, Galerie Scheffel à Bad Homburg vor der Höhe, Hesse, Allemagne.

## Expositions
- 2020 : Red, Black & Blue, Galerie Lelong & Co., 38 avenue Matignon, Paris, France [1]
- 2019 : David Nash: Sculpture through the Seasons, Musée National du Pays de Galles, Cardiff, Pays de Galles [2]
- 2019 : Trees, Galerie Lelong & Co., Paris, France [3]
- 2018 : Column, Galerie Lelong & Co., Paris, France
- 2016 : Columns, Peaks and Torso, Galerie Lelong & Co., Paris, France
- 2014 : Prints & Multiples, Galerie Lelong, Paris, France
- 2012 : A Natural Gallery, Royal Botanic Garden, Kew, Royaume-Uni
- 2012 : Black and Red : Bronze & Wood, Galerie Lelong & Co., Paris, France
- 2012 : Pastels and Sculptures, Galerie Lelong & Co., Zurich, Suisse
- 2010 : Yorkshire Sculpture Park, Wakefield, Royaume-Uni
- 2010 : Royal Academy, Londres, Royaume-Uni
- 2009 : Abbot hall art gallery, Cumbria, Royaume-Uni
- 2008 : Altana Kulturstiftung, Bad Homburg, Allemagne
- 2006 : Konstruktiv Tendens, Stockholm, Suède
- 2005 : Musée d’Angers
- 2005 : Kunsthalle Würth, Künzelsau, Allemagne
- 2004 : Royal Academy of Arts, Londres, Royaume-Uni
- 2004 : Tate St Ives, Cornouailles, Royaume-Uni
- 2004 : Twmps and Eggs, Galerie Lelong, Paris
- 2003 : Gerhard Marcks Haus, Brême, Allemagne
- 2003 : New Art Centre Sculpture Park, Roche Court, Royaume-Uni
- 2002 : Galerie Lelong & Co., New York, États-Unis
- 2000 : Line of cut, Galerie Lelong & Co., Paris, France
- 1998 : parc régional Tournay-Solvay, Bruxelles, Belgique
- 1990 : Serpentine Gallery, Londres
- 1985 : Rijksmuseum Kröller-Müller, Otterlo, Pays-Bas